# The Colony (Texas)
The Colony es una ciudad ubicada en el condado de Denton en el estado estadounidense de Texas. En el Censo de 2010 tenía una población de 36328 habitantes y una densidad poblacional de 871,42 personas por km².

## Geografía
The Colony se encuentra ubicada en las coordenadas 33°5′23″N 96°54′12″O / 33.08972, -96.90333. Según la Oficina del Censo de los Estados Unidos, The Colony tiene una superficie total de 41.69 km², de la cual 36.3 km² corresponden a tierra firme y (12.93%) 5.39 km² es agua.

## Demografía
Según el censo de 2010, había 36328 personas residiendo en The Colony. La densidad de población era de 871,42 hab./km². De los 36328 habitantes, The Colony estaba compuesto por el 75.39% blancos, el 8.15% eran afroamericanos, el 0.8% eran amerindios, el 5.82% eran asiáticos, el 0.09% eran isleños del Pacífico, el 6.22% eran de otras razas y el 3.53% pertenecían a dos o más razas. Del total de la población el 21.15% eran hispanos o latinos de cualquier raza.

## Educación
El Distrito Escolar Independiente de Lewisville gestiona escuelas públicas.